# نوك (برنامج)
برنامج نوك (بالإنجليزية:Nuke) هو برنامج لتعديل الفيديو والتأثيرات المرئية ويستعمل طريقة العقد في العمل (Nodes) ويعمل هذا البرنامج على نظام ويندوز (Windows ) ونظام ماكنتوش (Mac ماك أو إس ) ونظام لينكس (Linux).
ويعتبر من البرامج الكبيرة في مجال صناعة الأفلام فقد استعمل في فلم افاتار (Avatar ) وفلم كينق كونق (King Kong ) وفلم ريزيدنت ايفل: اكستنشن (Resident Evil) وغيرها من الأفلام الشهيرة. وتمتلكه الآن شركة فاوندري (Foundry).